# Городище (Менский район)
Городи́ще (укр. Городище) — село в Корюковском районе Черниговской области Украины. Население 970 человек. Занимает площадь 5,22 км². Расположено на реке Дяговка.

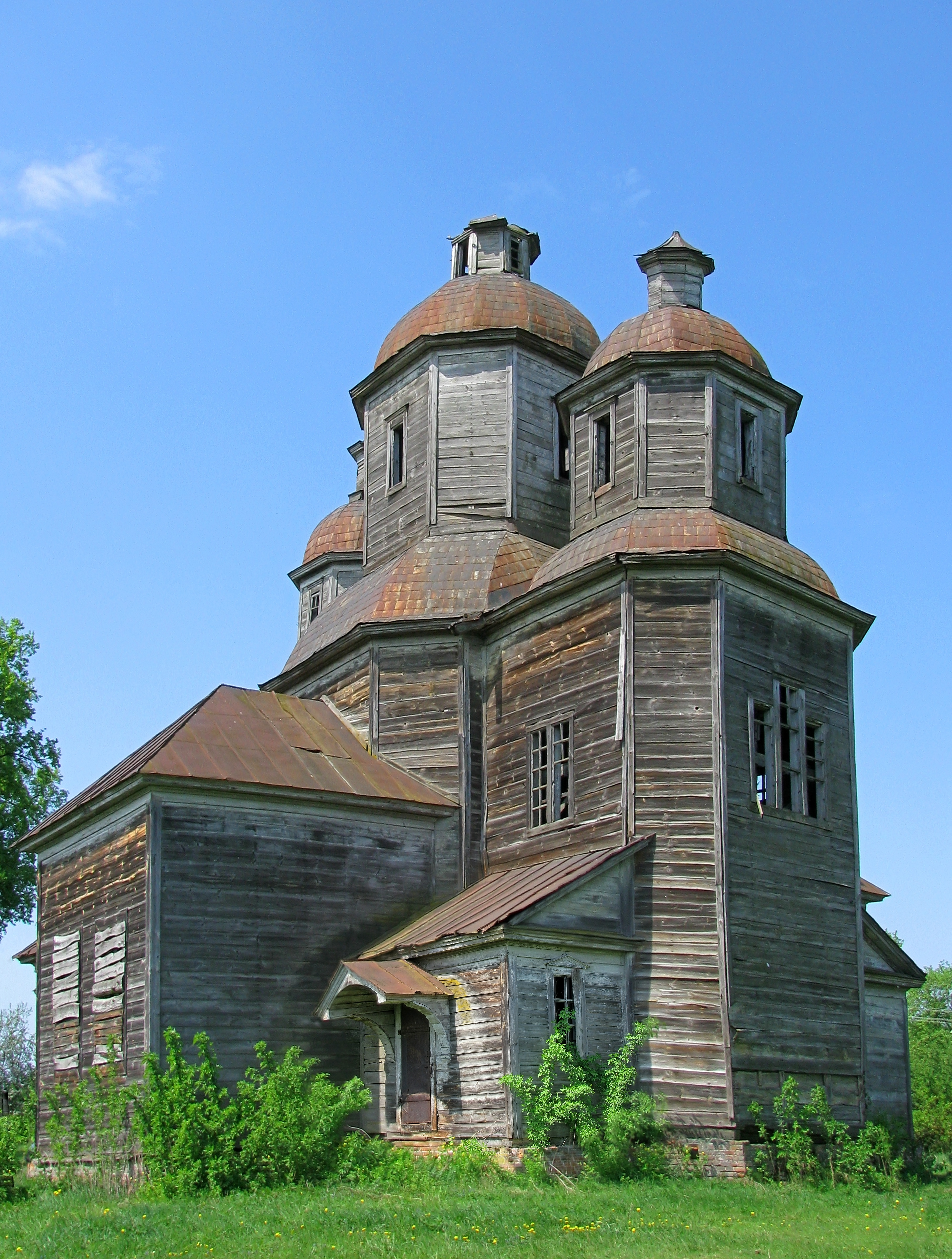
Николаевская церковь, 1763 г.

17 июля 2020 года в результате административно-территориальной реформы Блистовский сельский совет вошёл в состав Менской городской общины Корюковского района Черниговской области.